# Oxygen (film)
Oxigen (titlu original: Oxygène) este un film americano-francez  SF thriller din 2021 regizat de Alexandre Aja. Rolurile principale au fost interpretate de actorii Mélanie Laurent, Mathieu Amalric și Malik Zidi.

## Prezentare
O femeie se trezește într-o unitate criogenică medicală etanșă și descoperă că este captivă și că nivelul de oxigen al unității scade rapid. Suferind de amnezie, nu-și amintește cine este sau cum a ajuns acolo. Ea este asistată de o inteligență artificială avansată denumită M.I.L.O. (Ofițer de legătură cu interfața medicală), dar refuză să deschidă unitatea criogenică fără un cod de administrator.

## Distribuție
- Mélanie Laurent - Elizabeth Hansen[3][4]
- Mathieu Amalric - M.I.L.O.
- Malik Zidi - Léo Ferguson